# وثيقة الدخول البيطرية المشتركة
وثيقة الدخول البيطرية المشتركة هي الوثيقة الرسمية المستخدمة في جميع الدول الأعضاء في الاتحاد الأوروبي للإخطار المسبق بوصول كل شحنة من الحيوانات الحية (الحيوانات الأليفة غير مدرجة) ومنتجات الحيوانات الحية من أصل حيواني مخصص للاستيراد إلى أو عبور الاتحاد الأوروبي من الدول الثالثة.
- يحتوي الجزء الأول من وثيقة الدخول البيطرية المشتركة على معلومات ذات صلة حول الشحنة ويقصد بالجزء المخطر إبلاغ السلطة البيطرية المختصة[3] في مركز التفتيش الحدودي.[4]
- يوضح الجزء الثاني من وثيقة الدخول البيطرية المشتركة نتائج الشيكات التي تم إجراؤها،[5] ويستخدم من قبل السلطة المختصة في مركز التفتيش الحدودي لإبلاغ الجزء المُخطر بالقرار المتعلق بالشحنة.

يمكن تقديم وثيقة الدخول البيطرية المشتركة على الورق أو بالوسائل الإلكترونية باستخدام تطبيق اثار(التجارة نظام التحكم والخبراء).

## روابط خارجية
- General guidance on EU import and transit rules for live animals and animal products from third countries